# 亚历山大·马利诺夫
亚历山大·马利诺夫（1867年5月3日—1938年3月20日），保加利亚王国时期法学家、民主党政治家，他曾三次组阁出任保加利亚总理。